# Phil Hine
Philip M. Hine (nascido em 1963) é um escritor, artista, resenhista e ocultista da Magia do Caos. Ele é um dos mais importantes autores e expoentes sobre o assunto, e ficou internacionalmente conhecido por meio de suas obras Pseudonomicon, Condensed Chaos e Prime Chaos, bem como por vários ensaios sobre os tópicos da magia do caos e da magia dos Mitos de Cthulhu.
É considerado um dos autores mais práticos, realistas e acessíveis sobre ocultismo. Ao contrário dos escritos mais complexos de autores como Aleister Crowley, seus trabalhos são considerados muito bem-sucedidos no que diz respeito a eliminar os jargões místicos da escrita mágica.
Normalmente costuma enfatizar, provavelmente sob forte influência de Peter Carroll, Robert Anton Wilson e da Programação Neurolingüística, que as estruturas metafísicas usadas por certas escolas de magia e seus objetivos para o praticante não são princípios absolutos e imutáveis, mas, para o mago do caos, questões de estilo e praticidade. Ao invés de dar explicações metafísicas de por que algo deve funcionar, ele descreve algumas técnicas básicas para alterar estados de consciência, e insiste que a única maneira de descobrir mais sobre magia é pela experiência. Hine geralmente concorda com a opinião de que certas formas de magia são executadas em um estado de gnose, mas não o faz rigidamente.

## Vida e carreira
Crescendo em Blackpool, Phil Hine envolveu-se com a teoria da magia do caos em West Yorkshire na década de 1980. Isso aconteceu logo após ter contato com "a lendária edição branca de Liber Null de Peter J. Carroll, no Sorcerer's Apprentice". Posteriormente, Hine publicou uma série de livretos sobre xamanismo urbano e uma cartilha mágica que, desde então, foi intitulada Condensed Chaos. Este livro foi descrito por William S. Burroughs como "a declaração mais concisa da lógica da magia moderna".
Phil Hine foi fundador e co-editor da Pagan News em parceria com Rodney Orpheus e é ex-editor e colaborador da revista Chaos International, de Ian Read. Ele mediou workshops e seminários sobre a prática da magia moderna na América e na Europa e contribuiu para uma ampla gama de periódicos ocultistas, tendo sido mais ativo no período de 1986-1996.
Desde 1997 ele reside na região localizada ao sul de Londres.
Hine é bissexual e escreveu muitos artigos sobre o assunto dentro do ocultismo.

## Obra

### Livros em inglês
- Prime Chaos, 1993. ISBN 1-56184-137-4
- Condensed Chaos, 1995. ISBN 1-56184-117-X
- The Pseudonomicon, 1996. ISBN 1-56184-195-1
- Hine's Varieties, 2019. ISBN 1-93515-076-6

### Livros publicados em português
- Caos primordial, 2023 - Palimpsestus
- Caos condensado, 2023 Palimpsestus
- Pseudonomicon, 2023 Palimpsestus
- Caos e além, 2023 Palimpsestus
- Trajetórias, 2023 (inédito, exclusivo em língua portuguesa e produzido pelo autor especialmente para o território brasileiro) - Palimpsestus
- Tocados pelo fogo, 2023 - Palimpsestus

### Contribuições para antologias
- Are You Illuminated? in The Book of Lies – the Disinformation Guide to Magick & the Occult 2003
- Foreword, to Chaotopia!: Magick & Ecstasy in the PandaemonAeon, Dave Lee, Attractor 1997
- "Cthulhu Madness" in The Starry Wisdom, Mitchell (ed), 2nd Edition, Creation Press 1996
- Riding the Serpent, in Secrets of Western Tantra, New Falcon Publications, 1996
- "Sexual Magick: A Chaos Perspective", in Sex, Magick, Tantra & Tarot, New Falcon Publications, 1996
- "Responses to Chaos Culture", in Rebels & Devils, Hyatt (ed), New Falcon Publications 1996
- Foreword, to Chaos Ritual, Steve Wilson, Neptune Press 1994
- "Bitter Venoms", in A Taste of Things to Come, Revelations 23 Press, 1991
- "The Physics of Evocation", in The Nox Anthology, Sennitt & Hewitson-May (eds), New World Publishing, 1990
- "Dark Entries", in Starry Wisdom, Pagan News Publications, 1990

### Livros fora de catálogo
- Walking Between The Worlds: Techniques of Modern Shamanism Vol.1 (1989)
- Two Worlds & In between: Techniques of Modern Shamanism Vol. II (1989)
- Touched By Fire: Techniques of Modern Shamanism Vol. III (1990)
- Starry Wisdom (Collected essays from the Esoteric Order of Dagon, 1990)
- Chaos Servitors: A User Guide (1991) ASIN B00I0UN89M
- Condensed Chaos (original booklet, 1992)

### Artigos
- For the Love of God: Variations of the Vaisnava School of Krishna Devotion by Phil Hine
- Zimbu Xototl Time by Phil Hine

### Textos
- Yogues, magia e engano – I
- Yogues, magia e engano – II
- Yogues, magia e engano – III
- Yogues, magia e engano – IV

### Resenhas
- Romancing the shadow: psychopaths and the American Dream